# Ontbladeringsmiddel

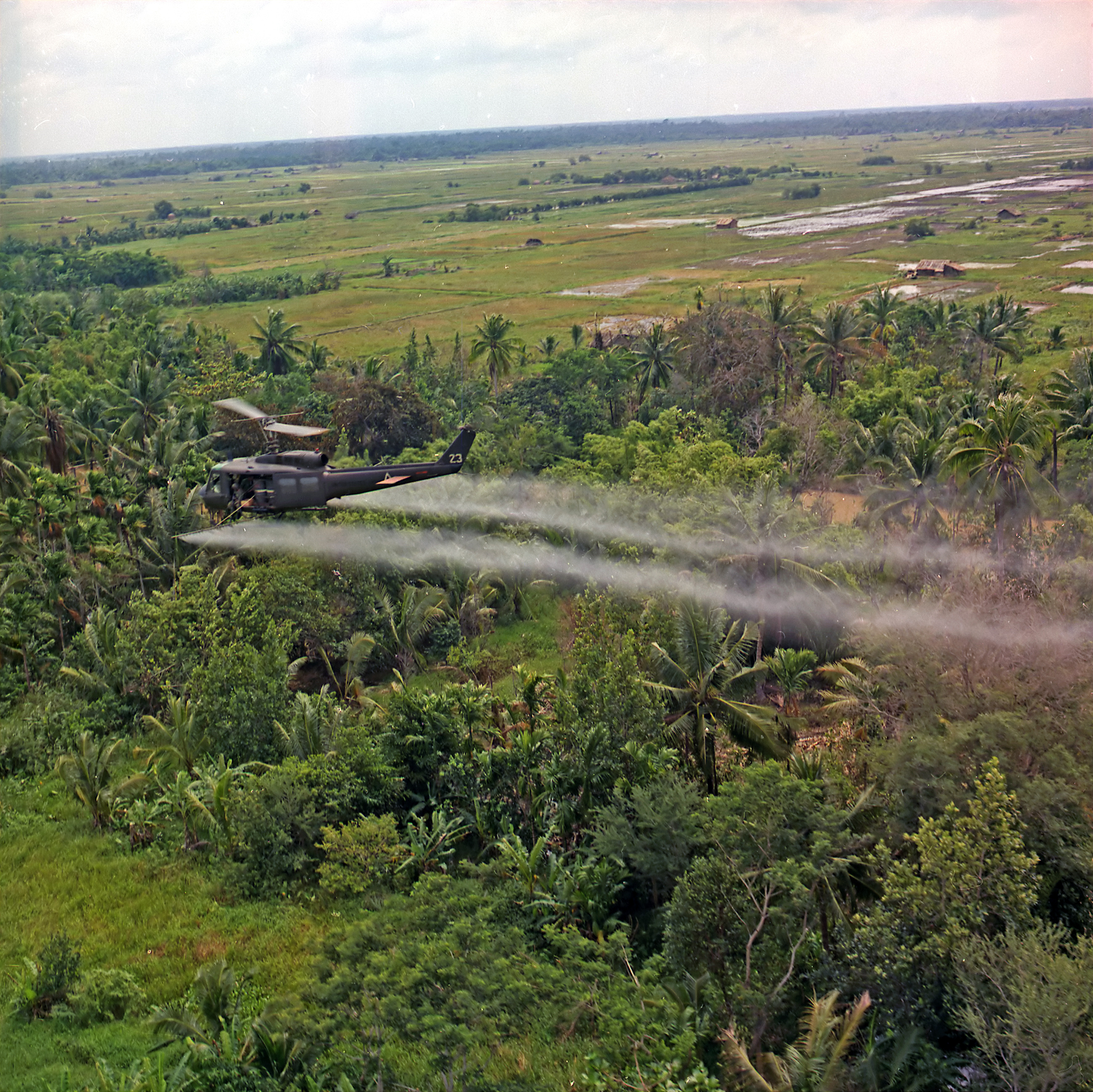
Een UH-1 Iroquois helikopter sproeit ontbladeringsmiddel in de Mekongdelta, 26 juli 1969

Een ontbladeringsmiddel (of defoliant) is een chemisch middel bedoeld om bladeren te verwijderen. Het verschilt van herbicide doordat het niet de hele plant doodt, maar deze slechts van bladeren ontdoet. Ontbladeringsmiddelen (zoals bischofiet, een magnesiumchloride) worden onder andere in de katoenindustrie gebruikt om het oogsten te vergemakkelijken. Vlak voor de oogst worden de planten ontbladerd, en de katoenpluk kan machinaal gebeuren. Het gebruik is, zeker in de milieubeweging, niet onomstreden. Een middel kan namelijk ook verstuiven naar planten waarop het niet gewenst is, en daar schade aanrichten.
Een bekend ontbladeringsmiddel is het beruchte Agent Orange, gefabriceerd door Monsanto en Dow Chemical en gebruikt in de Vietnamoorlog om de schuilplaatsen van Vietcong in de jungle veel moeilijker te verbergen. Dit middel, dat dioxine bevatte, was zeer toxisch en kankerverwekkend. Hoewel het in de jaren  zestig werd gebruikt, zorgt het decennia na de oorlog nog steeds voor slachtoffers.